# Henry Fitzjames
Henry FitzJames,  „1. Duke of Albemarle“, genannt „the Grand Prior“ (* 6. August 1673; † 16. Dezember 1702 in Bagnols, Languedoc) war ein illegitimer Sohn König Jakobs II. von England und Jakobit.
Henry FitzJames wurde 1673 als Kind von James, Duke of York und dessen Mätresse Arabella Churchill geboren. Sein Bruder war der spätere französische Marschall Berwick.
1689 wurde der Vater im Rahmen der Glorious Revolution abgesetzt; seine Kinder begleiteten ihn ins Exil nach Frankreich.
Im selben Jahr wurde Henry zum Großprior des (faktisch seit der Reformation nicht mehr existierenden) Groß-Priorates England des Malteserordens ernannt; nachdem er bereits zwei Jahre zuvor die Insel Malta besucht hatte. Von nun an wurde er meist nur „the Grand Prior“ genannt. Das Amt hielt er bis 1701.
1690 kämpfte er als Colonel eines Infanterieregiments auf Seiten der Jakobiten in der Schlacht am Boyne und wurde infolgedessen in England 1695 in Abwesenheit als Hochverräter geächtet (Bill of Attainder).
1696 ernannte ihn sein Vater zum Duke of Albemarle mit den nachgeordneten Titeln Earl of Rochford und Baron Romney. Keiner der Titel wurde in England anerkannt.
Kurz darauf wurde er zum Befehlshaber der in Toulon stationierten Flotte ernannt, deren Ziel eine Invasion Großbritanniens sein sollte, das Vorhaben wurde jedoch aufgrund des Endes des Krieges zwischen England und Frankreich nicht weiterverfolgt.
1700 heiratete er die französische Adlige Marie Gabrielle d'Audibert (1675–1741), Erbtochter des Grafen Jean von Lussan. Mit seiner Frau hatte er eine (postume) Tochter, Cristine Marie Jacqueline Henriette FitzJames (* 1703), die Nonne wurde und jung starb.
1702 wurde Henry FitzJames zum französischen Lieutenant-général und Admiral ernannt; er starb aber im selben Jahr mit nur 29 Jahren. Seine Witwe heiratete später den Sohn des Duke of Melfort. Seine Titel erloschen; der Albemarle-Herzogstitel wurde 1721 an George Granville vergeben.